# Handycam

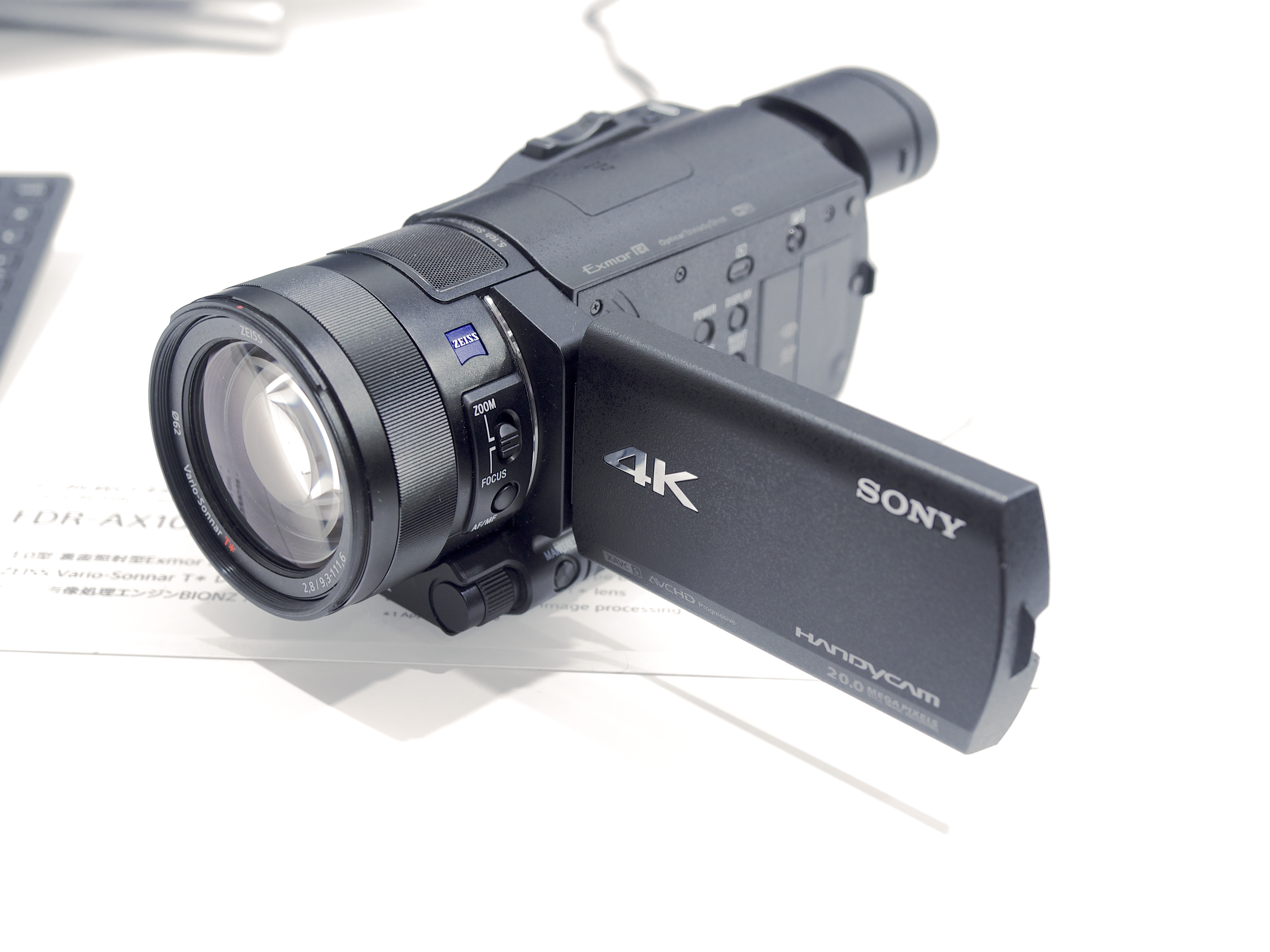
Câmera Sony Handycam FDR-AX100.

Handycam é uma marca da Sony para promover a sua gama de camcorders. Foi lançada em 1985 como Video8, e veio a substituir a linha anterior da Sony de modelos Betamax, Seu lançamento foi um contraste marcante ante as câmeras de ombro maiores. Também concorreu no início com câmeras menores tipo VHS-C.
A Sony continuou a produzir Handycam em uma variedade de formas, com formatos para produzir Hi8 (equivalente a qualidade S-VHS) e mais tarde, Digital8, usando o mesmo formato básico de gravar vídeo digital. Lançouum modelo semi-profissional denominado NEX-VG10: Full-HD 

## Modelos
- Hi8 Handycam
- Handycam Digital8
- DV Handycam (1995 ~)
- Handycam HDV
- Handycam DVD-
- HDD Handycam
- Handycam Memory Stick (utilizando o Memory Stick Pro Duo. Até 16 GB)[2]
- Sony Handycam NEX-VG10